# تاریخ مختصر زبان‌شناسی
تاریخ مختصر زبان‌شناسی کتابی از آر.اچ. روبینز با ترجمهٔ علی محمد حق‌شناس است که در سال ۱۳۷۰ منتشر و در مراسم کتاب سال جمهوری اسلامی ایران به‌عنوان کتاب برگزیده معرفی شد.